# Avenida Mauá
A Avenida Mauá é uma avenida da cidade de Porto Alegre, no estado brasileiro do Rio Grande do Sul. Localizada no centro da cidade, começa na Rua General Portinho e termina na Rua da Conceição.

## Histórico
Foi implantada na década de 1920 sobre a área aterrada do Guaíba para construção do porto de Porto Alegre, e margeia os armazéns do porto. Em 1928 recebeu o nome de Rua Visconde de Mauá que, por sucessivos atos administrativos, foi alterado para Avenida Mauá. A Avenida Mauá acompanha o muro da Mauá.

### Referência bibliográfica
- Franco, Sérgio da Costa. Guia Histórico de Porto Alegre. Porto Alegre: Editora da Universidade (UFRGS)/Prefeitura Municipal, 1988